# Mussende
Mussende – miasto w Angoli, w prowincji Kwanza Południowa.